# 楊仲華
楊仲華（1897年—？年），名章榮。西康省康定縣人。民國37年（1948年）在西康省選區當選第一屆立法委員。

## 生平
- 南京中央政治學校西康班結業
- 歷任康定縣銀行經理、省立康定小學校長、甘孜縣縣長、西康省參議會參議員[1]
- 西康省第一區選出的制憲國民大會代表
- 民國37年，當選立法委員，曾出席第一屆立法院第一會期邊政委員會(召集委員)	、教育文化委員會、交通委員會
- 康屬臨時政務委員會主任[2]
- 1950年4月被捕，後被鎮壓